# Mohamed Salman al-Khuwalidi
Mohamed Salman al-Khuwalidi (né le 19 juin 1981) est un athlète saoudien, spécialiste du saut en longueur.

## Carrière

### Débuts
Mohamed Salman al-Khuwalidi débute l'athlétisme à l'âge de 14 ans, au sein du Safa Athletics Club, le meilleur club d'Arabie saoudite. Il s'essaie au saut à la perche puis au 110 m haies, avant de se tourner au saut en longueur. À 17 ans, il saute 7,11 m. Les années suivantes, il progresse avec 7,32 m en 1998 et 7,55 m en 1999 pour remporter les championnats du Gofle juniors. Mais son début de carrière stagne au niveau des performances, car le jeune saoudien décide de se consacrer à sa vie professionnelle d'abord, travaillant de 7 heures du matin jusqu'à 16 heures.
En 2002, sous la houlette de son coach Sahil Hamid, Mohamed Salman al-Khuwalidi franchit pour la première fois la barrière des 8 mètres dans sa discipline. Aux championnats du Golfe, à Qatif le 27 mars, il réalise 8,18 m, toutefois trop venté. Ce sera son seul saut au-delà de cette limite durant la saison. Après un stage en Europe, il participe à quelques compétitions européennes dans lesquelles il réalise des performances régulières autour de 7,80 m, avec pour pic de performance 7,91 m à Rhede le 21 juin, en Allemagne. Qualifié pour les championnats d'Asie de Colombo, il se blesse lors des qualifications. Cette blessure diminue sa forme physique et lors des Jeux asiatiques de Busan deux mois plus tard, il doit se contenter d'une 9e place en finale avec 7,32 m.
En 2003, il est entraîné à la fois par le Polonais Zdzislaw Kokot et l'Algérien Messaoud Bouhouche. Ce deuxième sera présent tout le long de la carrière du Saoudien. La saison débute par une série de victoires lors du Circuit Grand Prix Asiatique : tout d'abord 7,85 m à Hyderabad, puis 7,96 m à Colombo (record personnel), 7,86 m à Bangkok et 7,80 m à Manille. Le 20 juillet, à Hambourg, il réalise son premier saut légal au-delà des 8 mètres, avec 8,02 m (+ 1,2 m/s). Durant l'automne, il participe à trois championnats : les championnats arabes où il échoue au pied du podium (7,89 m), les championnats d'Asie où il atteint sa première finale et termine 9e (7,63 m) et les championnats du Golfe où il remporte la médaille d'argent (7,88 m). Ces trois compétitions sont remportées par son compatriote Hussein Taher al-Sabee.

### Champion d'Asie en salle (2004)
En 2004, il prend part à sa première saison en salle de sa vie et également à la première édition des championnats d'Asie en salle, se déroulant à Téhéran : avec un saut à 7,94 m (record d'Arabie saoudite), il décroche le titre continental devant son compatriote Ahmed Fayez al-Dosari (7,76 m) et le Chinois Cai Peng (7,58 m). Le 25 février, il porte à Qatif son record en plein air à 8,12 m (+ 2,0 m/s). Durant la saison estivale, il saute à nouveau 2 fois au-delà des 8 mètres (8,00 m à Varsovie et 8,04 m à Biała Podlaska) mais échoue à se qualifier aux Jeux olympiques d'Athènes. En fin de saison, il remporte la médaille d'argent des Jeux panarabes avec 7,79 m, derrière l'Algérien Issam Nima, vainqueur à domicile avec 7,81 m.
En fin de saison 2004, l'ex-triple-sauteur roumain Bedros Bedrosian, ancien coach d'Hussein Taher al-Sabee, s'étant volatilisé en 2002 après des vacances en Roumanie, revient comme coach national de la longueur. Les efforts paient avec ce nouvel entraineur, puisque, en avril 2005, Mohamed Salman al-Khuwalidi remporte les Jeux de la solidarité islamique à La Mecque avec un saut à 8,44 m, nouveau record d'Asie de la discipline et record personnel amélioré de 32 centimètres. Il confirme plus ou moins cette performance lors des championnats du Golfe avec 8,17 m. Néanmoins, une blessure contractée lors d'un stage en Roumanie l'oblige à arrêter sa saison et de déclarer forfait pour les championnats du monde d'Helsinki, dont il semblait être l'un des favoris.

### Record d'Asie du saut en longueur (8,48 m, 2006)
En 2006, il revient à Messaoud Bouhouche comme entraîneur. Le 2 juillet, à l'occasion du meeting international de Sotteville-lès-Rouen, al-Khuwalidi améliore son propre record d'Asie du saut en longueur en sautant à 8,48 m (+ 0,6 m/s). Cette performance le place au second rang des bilans mondiaux de l'année, derrière le Panaméen Irving Saladino. Lors de la Golden League, il obtient des places d'honneur à Zurich avec 8,34 m (2de place) et Bruxelles avec 8,12 m (3e place). Il termine également 2e de la Finale mondiale de l'athlétisme à Stuttgart avec 8,34 m puis prend la 3e du concours de la coupe du monde des nations, sous les couleurs de l'Asie. Sa saison a pour objectif de terminer sur une bonne note, avec en ligne de mire Jeux asiatiques de Doha : mais lors des sélections saoudiennes, al-Khuwalidi termine à une cruelle 3e place avec 8,22 m, alors que seuls les 2 premiers seront sélectionnés. Pire, son compatriote et partenaire d'entraînement Ahmed Faiz bin Marzouq termine second, mais avec la même marque de 8,22 m. Hussein Taher al-Sabee s'imposait avec 8,25 m. 
En 2007, sa préparation physique n'est pas aussi bonne que les années précédentes. En effet, l'entreprise Saudi Aramco, où il travaille, refuse de lui laisser des heures pour s'entraîner, comme auparavant. Malgré des titres aux championnats panarabes (7,95 m) et aux championnats d'Asie (8,16 m), al-Khuwalidi ne peut rien faire lors des championnats du monde d'Osaka et échoue en qualifications avec 7,85 m. Il était venu aux mondiaux durant ses congés. En fin de saison, il remporte les Jeux panarabes avec 8,19 m. Son meilleur saut reste 8,25 m, réalisé en mars. 

### Médaille de bronze aux championnats du monde en salle (2008)
Le 16 février 2008, lors des championnats d'Asie en salle de Doha, al-Khuwalidi remporte le titre continental avec un nouveau record d'Asie de la discipline à 8,24 m. Il devance le Koweïtien Saleh al-Haddad (7,88 m, record national) et son compatriote Hussein Taher al-Sabee (7,72 m). Le Saoudien arrive aux championnats du monde en salle de Valence comme potentiel favori, surtout avec le forfait du champion du monde Irving Saladino, le seul qui le devançait au bilan mondial avec 8,42 m. Mais, malade, il remporte finalement la médaille de bronze avec un saut à 8,01 m, derrière le Sud-Africain Godfrey Khotso Mokoena (8,08 m) et le Britannique Christopher Tomlinson (8,06 m). Il devient à l'occasion le premier athlète d'Arabie saoudite à décrocher une médaille aux championnats du monde en salle. En plein air, il bénéficie d'une pause de 3 mois de la part de son entreprise employeur pour s'entrainer pour les Jeux olympiques de Pékin. La préparation de l'athlète de 27 ans débute bien : le 16 avril, lors des championnats nationaux en club, il établit la meilleure performance mondiale de l'année avec un saut à 8,37 m (- 0,2 m/s). Il participe à plusieurs meeting de Golden League et signe notamment 8,17 m à Berlin, 8,23 m à Villeneuve-d'Ascq, 8,22 m à Rome et 8,09 m à Paris. Mais aux Jeux olympiques, l'événement majeur de l'année, c'est la déception : il termine 14e des qualifications avec un saut à 7,93 m, à seulement 1 centimètre de la finale. Il sera même reclassé 13e à la suite de la disqualification pour dopage du Cubain Wilfredo Martínez, 5e initialement de l'épreuve. Il termine la saison par une 3e avec 8,04 m à la finale mondiale de l'athlétisme derrière l'Australien Fabrice Lapierre (8,14 m) et son compatriote Hussein Taher al-Sabee (8,13 m). 
En 2009, son employeur l'empêche de nouveau à avoir un emploi du temps flexible pour ses entraînements. Ne débutant pas sa préparation avant mai, le Saoudien se blesse dès sa première sortie estivale à l'ISTAF Berlin. Malgré aucune compétition, il est sélectionné pour les championnats du monde de Berlin, sur la base de ses résultats de 2008. Sans exploit, il ne se qualifie pas pour la finale, se contentant d'une 36e place avec 7,66 m. 

### Retrait progressif des pistes
En 2010, sa saison est chaotique. Il réussit qu'une seule fois les 8,00 m à Alep le 18 septembre. En novembre, il participe aux Jeux asiatiques de Guangzhou et termine 11e de la finale avec un saut à 6,78 m.
En 2011 et 2012, il saute respectivement 7,84 m (0,0 m/s) et 7,55 m (0,0 m/s). 
Après des années sans compétition, Mohamed Salman al-Khuwalidi participe aux championnats d'Asie en salle 2016 à Doha : il se classe 8e de la finale avec un saut à 7,52 m. Lors de la saison en plein air, il saute 7,54 m (+ 0,2 m/s) à Barcelone le 30 juin.

## Vie privée
Il a un frère et deux sœurs. Son père et son frère travaillent également à Saudi Aramco, l'entreprise nationale d'essence.
Il se marie en avril 2009.

## Palmarès
| Date | Compétition                     | Lieu        | Résultat | Marque |
| ---- | ------------------------------- | ----------- | -------- | ------ |
| 2002 | Jeux d'Asie de l'Ouest          | Koweït City | 4e       | 7,55 m |
| 2002 | Jeux asiatiques                 | Busan       | 9e       | 7,32 m |
| 2003 | Championnats panarabes          | Amman       | 4e       | 7,89 m |
| 2003 | Championnats d’Asie             | Manille     | 9e       | 7,63 m |
| 2004 | Championnats d’Asie en salle    | Téhéran     | 1er      | 7,94 m |
| 2004 | Jeux panarabes                  | Alger       | 2e       | 7,79 m |
| 2005 | Jeux de la solidarité islamique | La Mecque   | 1er      | 8,46 m |
| 2006 | Finale mondiale de l'athlétisme | Stuttgart   | 2e       | 8,34 m |
| 2006 | Coupe du monde des nations      | Athènes     | 3e       | 8,11 m |
| 2007 | Championnats panarabes          | Amman       | 1er      | 7,95 m |
| 2007 | Championnats d’Asie             | Amman       | 1er      | 8,16 m |
| 2007 | Jeux panarabes                  | Le Caire    | 1er      | 8,19 m |
| 2008 | Championnats d’Asie en salle    | Doha        | 1er      | 8,24 m |
| 2008 | Championnats du monde en salle  | Valence     | 3e       | 8,01 m |
| 2008 | Finale mondiale de l'athlétisme | Stuttgart   | 3e       | 8,04 m |
| 2010 | Jeux d'Asie de l'Ouest          | Alep        | 1er      | 8,00 m |
| 2010 | Jeux asiatiques                 | Guangzhou   | 11e      | 6,78 m |
| 2016 | Championnats d’Asie en salle    | Doha        | 8e       | 7,52 m |

• Championnats du monde : qualifications en 2007 et en 2009

• Jeux olympiques : qualifications en 2008

## Records
| Épreuve          | Épreuve   | Marque      | Lieu                 | Date            |
| ---------------- | --------- | ----------- | -------------------- | --------------- |
| Saut en longueur | Plein air | 8,48 m (AR) | Sotteville-lès-Rouen | 2 juillet 2006  |
| Saut en longueur | En salle  | 8,24 m (AR) | Doha                 | 16 février 2008 |